# Prager Studentenverbindungen (1859–1868)
Die ersten Studentenverbindungen in Prag entstanden ab 1859. In ihnen sammelten sich die deutschen Studenten des Prager Polytechnikums und der Karls-Universität. Bei den Tschechen verhasst, standen die Studentenverbindungen nach dem Deutschen Krieg auf verlorenem Posten.

## Schillerfeier
Im Sommer 1859 wurde in Prag das „Bierherzogtum Lichtenhain“ gegründet. Der Name und das Kneipzeremoniell dieser nichtfarbentragenden studentischen Kneipgesellschaft verwiesen auf das Corps Thuringia Jena und seinen Bierstaat. Auch der Prager Biercomment baute auf dem Jenaer, nicht auf dem Leipziger Comment auf. Im November desselben Jahres wurde der 100. Geburtstag Friedrich Schillers gefeiert. Für die großen Prag-Kenner Adolf Siegl und Karl Hans Strobl hatte die Schillerfeier historische Bedeutung:

„Der große Aufschwung der Schillerfeier hatte als dauerndes Zeichen den deutschen Farbenstudenten auf dem Boden der Karls-Universität zurückgelassen. Sehr zum Ingrimm der unter dem Schutze der Regierung immer übermütiger gewordenen Tschechen. Hatte nicht schon der Magister Hus in einer Schrift des Jahres 1409 gesagt, »daß Gott nun einmal den Tschechen das böhmische Land zugeteilt habe wie einst Israel das gelobte Land, und daß sie darum in demselben auch ohne Störung durch die Deutschen belassen werden sollten«. Und es war doch jedenfalls eine grausame Störung des Eigendünkels, wenn die farbige Mütze des deutschen Studenten jedem Fremden öffentlich aufs deutlichste bewies, daß noch Deutsche im Lande wohnten und ihre Söhne zum Studium nach Prag schickten.“

### Erste Verbindungen

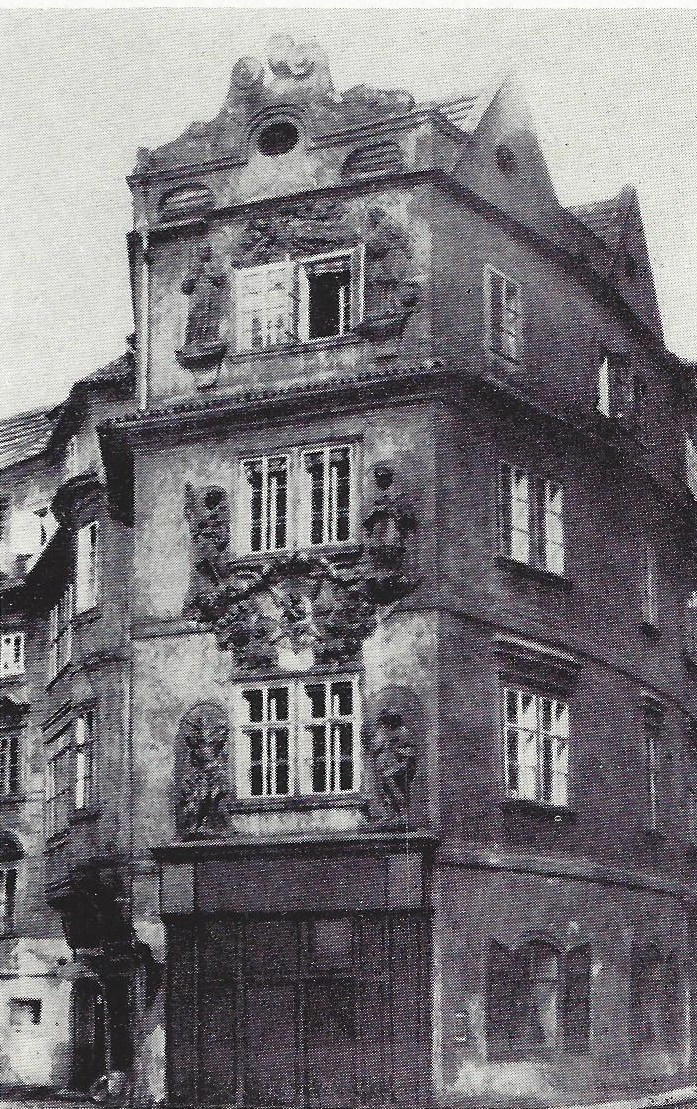
Kneiplokal des Corps Rugia in der großen Karlsgasse

Unmittelbar nach der Feier, am 9. November 1859, spaltete sich aus dem viel zu großen Bierherzogtum die „Tabula rotunda“ ab. Ihre Mitglieder, zumeist Juristen, führten als erste schwarze (später weiße) Studentenmützen (ohne weitere Farben) ein. Am 15. März 1860 erklärte sich die Vereinigung zur Akademischen Verbindung Rugia. Sie nahm im folgenden Sommersemester die Farben schwarz-weiß-rot an und erklärte sich im Frühjahr 1862 als Corps. Rugias Wahlspruch war Stante unione virebo. Rugia suspendierte 1867.
Im selben Jahr (1860) entstanden weitere Verbindungen, die sich später zu Corps erklären. Am 1. November 1860 begründeten Egerländer die Akademische Verbindung Hilaria. Aus ihr geht später das Corps Moldavia I hervor. Nach dem Studentenhistoriker Ernst Hans Eberhard beziehen sich Moldavias Farben auf den Böhmerwald. Am 12. Januar 1861 entstand die Akademische Verbindung Teutonia. Sie rekrutierte sich überwiegend aus dem Norden und Nordosten Deutschböhmens. Am 23. Februar 1861 wurde die Akademische Verbindung Austria gegründet. Aus ihr ging das Corps Austria hervor. Diese Verbindungen entsprachen den „freischlagenden Verbindungen“ an den deutschen Hochschulen. Am 15. März 1861 beging Rugia in Kundratitz ihr Stiftungsfest. Zum ersten Mal in der Geschichte der Prager Korporationen wurde der Landesvater (Brauch) zelebriert.
Bei den Prager Gemeindewahlen am 11. März 1861 verloren die Deutschen ihre jahrzehntelange Mehrheit. Sie gewannen nur noch 15 Sitze. Sofort nach der Wahl strebte die tschechische Ratsmehrheit die Bildung eines Groß-Prag mit der Eingemeindung der rein tschechischen Vororte an.
Nachdem der Ministerpräsident Anton von Schmerling am 16. April 1861 Prag besucht hatte, wurden die Prager Korporationen von den Behörden stillschweigend geduldet. Trotzdem wurden die Korporierten in der Öffentlichkeit beschimpft und verhöhnt. Der von der deutschen Studentenschaft hoch verehrte Alois von Brinz wurde mehrfach insultiert. Vereinzelt kam es zu nächtlichen Überfällen auf farbentragende Studenten. Bei Versuchen, ihre Kneiplokale zu stürmen, musste Polizei einschreiten.

### Delegierten-Convent
Rugia und Hilaria standen sich gut und gründeten einen Delegierten-Convent. Am 4. März 1861 kam Austria in den DC. Zu den ausschließlich „akademischen“ (universitären) Verbindungen kam die Polytechnia. Am 1. Mai 1861 ebenfalls von Egerländern gegründet, wurde sie am 6. Juni 1861 vom DC anerkannt und in den auf acht Verbindungen angewachsenen DC aufgenommen. Mit 80 Teilnehmern feierten die DC-Korporationen am 1. Mai 1861 ihren Antrittskommers in Dejwitz. Er war der erste, der von Behördenseite erlaubt war. Rugia und Hilaria führten die Mensur nach deutschem Vorbild ein. Im folgenden Wintersemester tat sich am 10. Oktober 1861 die technische Verbindung Constantia auf.
Anfang 1862 forderten die Studenten der Friedrich-Wilhelms-Universität zu Berlin die Prager Kommilitonen auf, sich an der Sammlung für die Preußische Marine zu beteiligen. Dazu erklärten  sie sich bereit, wenn die Gelder nicht nur zum Schutz der Nordsee und der Ostsee, sondern auch der Adria zugute kämen. Unterzeichnet war das unerfüllbare Verlangen vom Präsidenten der deutschen Lesehalle und von den Senioren der Korporationen.
Für den weiteren Bestand der studentischen Vereinigungen in Prag wie auch in Österreich überhaupt war eine Note v. Schmerlings wichtig. Seine Beauftragten hatten sich in Tübingen über die Verbindungsordnung und die Anstaltsgewalt kundig gemacht. Die Note des Ministerpräsidenten wurde vom Prager Statthalter an den Prager Polizeipräsidenten zur gutachtlichen Stellungnahme weitergereicht. In der Folge wurde das Verbindungsverbot de facto aufgehoben. Der DC der „Verbindungen“ löste sich im Frühjahr 1864 auf, weil Carolina im Februar ausgeschieden war und Teutonia sich im April zum Corps erklärt hatte. Die akademische Verbindung Carolina erklärte sich am 1. Juni 1866 zur Burschenschaft. Damit sprengte sie den erst im November 1865 neu gegründeten DC.

### Senioren-Convent

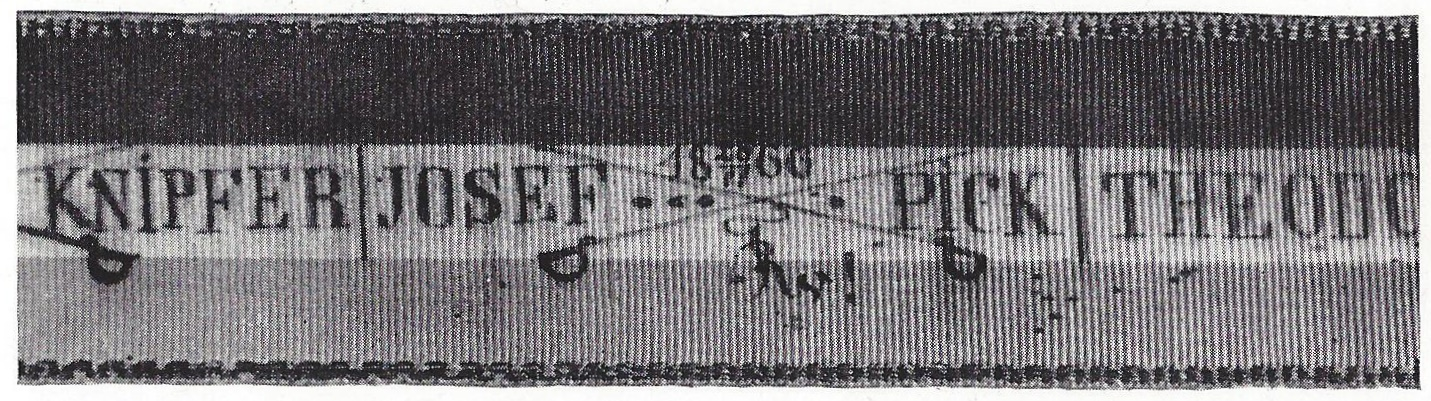
Schimann Frankoniae ./. Pick Rugiae (1866)

Im Wintersemester 1861/62 hatten sich erste Gruppierungen herausgebildet, Rugia und Franko-Arminia auf der einen, Austria, Gothia und Teutonia im eigenen DC auf der anderen Seite. Polytechnia erklärte sich am 3. März 1862 zum (technischen) Corps. Zur selben Zeit folgten Rugia und Moldavia, die mit dem Corps Frankonia den ersten Senioren-Convent bildeten.
Die Corps trafen sich im Café Paris und fochten im Gasthaus Eggenberg in Smíchov. Wenn nötig wurde nach Wolschan ausgewichen. Dem SC gegenüber standen die vier in einem DC-Verband zusammengeschlossenen akademischen Verbindungen Albia, Austria, Carolina, Teutonia und – nicht offiziell – Constantia. Sie trafen sich im Café zur Traube. Das Verhältnis zwischen DC und SC war gespannt.
Am Schicksal der Elbherzogtümer nahm die deutsche Studentenschaft Prags tiefen Anteil. Am 2. Dezember 1863 erklärten 413 von 1121 Studenten, „für das gute Recht Schleswig-Holsteins brüderlich einstehen zu wollen“. In Rückgriff auf die überwunden geglaubte Disziplinarordnung von 1849 verhängte der Rektor eine Untersuchung. In der Neujahrsnacht 1863/64 kam es in einer Prager Weinstube zu Handgreiflichkeiten zwischen Moldaven und Frankonen einerseits und Tschechen andererseits. In der tschechischen Presse wurde der Vorfall hochgespielt. Aus Angst vor einem Verbot löste Rugia das SC-Verhältnis zu den beiden Corps. Moldavia beschloss die Suspension. Die meisten Moldaven verließen Prag; einige wechselten an die Universität Innsbruck.
Damals kam es zu den ersten Besuchen Kösener Corpsstudenten bei Prager Corps. Auf dem Stiftungsfest der Rugia am 15. März 1864 im Gasthaus „Zur Stadt Pilsen“ in Smíchov waren die Corps Bavaria München, Franconia Würzburg, Nassovia und Rhenania Würzburg vertreten. Dem von Rugia und Teutonia neu begründeten Prager SC trat Frankonia zunächst nicht bei. 1864 erhielt das Prager Polytechnikum eine hochschulartige Verfassung. Am 24. Oktober wurde das reorganisierte technische Institut mit einer Feier in der Dominikanerkirche eröffnet. Fünf Tage später beteiligten sich Studierende beider Nationen am Fackelzug. Den Kommers feierten sie in der „Leitmeritzer Bierhalle“. Der Ende 1864 neugegründeten pharmazeutischen Verbindung Thessalia versagten die Corps die Anerkennung. Dem Mediziner Georg Teicher war das Einvernehmen zwischen Rugia und Baruthia zu verdanken. Er hatte 39 Mensuren gefochten. Wohlmeinend berichtete die Bohemia über das Stiftungsfest des Corps Rugia am 15. März 1865 im Hotel „Zum englischen Hof“. Am 3. Juli 1865 feierten die wieder vollständig im Prager SC vereinigten Corps Rugia, Teutonia und Frankonia einen Abschiedskommers in der Prager Neustadt.
Prager Corpsstudenten jener Jahre waren Alois Bauer, Vincenz Czerny, Robert Gersuny, Emil Guntermann, Michael Haubtmann, Johann Kiemann, Alfred Knotz, Rudolf Korb, Horaz Krasnopolski, Julius Lippert, Theodor Petřina, Otto Polak, Alfred Přibram, Richard Pribram, August Leopold von Reuss, Viktor Wilhelm Russ, Anton Tausche, Josef Tschan und Ludwig Wrba. Für die Prager Universitätsgeschichte hatte Philipp Knoll besondere Bedeutung.

### Preußen in Prag
Bereits im Mai 1866 hatten die Studenten der Universität und des Polytechnikums Schritte vorbereitet, um die Bewilligung zur Errichtung einer Studentenlegion im Falle eines Kriegsausbruchs zu erwirken. Nach Ausbruch des Krieges wurden Mitte Juni die Vorlesungen eingestellt und die Jahresabschlussprüfungen auf den Beginn des nächsten Studienjahres verschoben. Die Behörden und Ämter wurden von Prag wegverlegt. Viele Bewohner verließen die Stadt. Am 1. Juli 1866 zog auch die Garnison ab, wobei österreichische Soldaten das Korporationshaus der Thessalia plünderten. Der Wach- und Sicherheitsdienst wurde dem bewaffneten Bürgerkorps übergeben. Eine Woche später – nach der Schlacht bei Königgrätz – zog die Vorhut der Preußischen Armee in Prag ein. Die Flagge Preußens wehte auf der Prager Burg, die von Eduard Vogel von Falckenstein und Albrecht von Roon bezogen wurde. Der Prager Frieden hatte für das Deutschtum in Österreich schwere Nachwirkungen. Der Schwerpunkt der Donaumonarchie verlagerte sich nach Osten. Die Studentenschaft sah sich einer Wiederzunahme des behördlichen Drucks ausgesetzt. Der als Bereicherung geschätzte Zuzug von Corpsstudenten aus den benachbarten deutschen Ländern hörte nach 1866 fast vollständig auf.

### Nachwirkungen des Krieges
Teutonias Bemühen um einen Kartellabschluss mit Saxonia Wien blieb ohne offizielle Antwort. Aus Nachwuchsmangel musste Rugia, Prags älteste Korporation, nach nur acht Jahren im Frühjahr 1867 suspendieren. An der Karls-Universität verblieb somit nur das akademische Corps Teutonia.  Aus einer Tischgesellschaft entstand am 25. Januar 1868 die technische Verbindung Suevia, das spätere Corps Suevia Prag. Die Korporationen mit Verbindungsprinzip – Albia, Austria und vorübergehend die Burschenschaft Carolina – gründeten am 11. März 1867 einen neuen DC. Obwohl die Verrufserklärungen aufgehoben waren, blieb das Verhältnis zum SC gespannt. Am 15. November trat das neue Vereinsgesetz in Kraft, nach dem die Verbindungen ihr Bestehen behördlicherseits sichern konnten.
Im Vergleich zu anderen österreichischen Hochschulen reichlich spät, hielt der Progress auch in Prag Einzug. Im November 1867 war der studentische Geselligkeitsverein Germania entstanden. Mit Beginn des Sommersemesters 1868 nannte er sich „Akademisch-progressistische Burschenschaft Germania“. Sie wurde kaum beachtet. Mit kaiserlicher Genehmigung beschloss der Böhmische Landtag im selben Jahr, neben der Deutschen auch eine Tschechische Technische Hochschule zu unterhalten. Die „Lesehalle der deutschen Studenten“ wurde zur „Lese- und Redehalle“, indem sie die in der Reaktionszeit verbotenen Redeabende wieder einführte.
Noch 1868 kam es zu ernsten Konflikten mit den Tschechen. Bei ihrem zunehmenden Nationalbewusstsein in Österreich-Ungarn forderten sie für die Länder der Böhmischen Krone eine eigene Verfassung und eine eigene Legislative und Exekutive mit Sitz in Prag. Als äußeres Zeichen dieses tschechischen Staatsrechts sollte Franz Joseph auf dem Hradschin zum König gekrönt werden. Die Deutschen in Böhmen wehrten sich entschieden gegen diese Bedrohung ihrer Selbständigkeit. Die Lage verschärfte sich derart, dass über Prag und Umgebung der Ausnahmezustand verhängt werden musste. Der  Rektor, Johann Friedrich von Schulte, rief die Senioren der Verbindungen zu sich und forderte sie auf, während des Ausnahmezustandes keine Kommerse oder öffentliche Aufzüge zu veranstalten. Die Prager Plempe blieb die studentische Fechtwaffe.